# دانشگاه مستقل ملی مکزیک
دانشگاه مستقل ملی مکزیک (اسپانیایی: Universidad Nacional Autónoma de México) یا UNAM یک دانشگاه تحقیقاتی عمومی در مکزیک است. این دانشگاه دولتی یکی از دانشگاه‌های برتر دنیا بر اساس رتبه‌بندی جهانی است.

## تأسیس

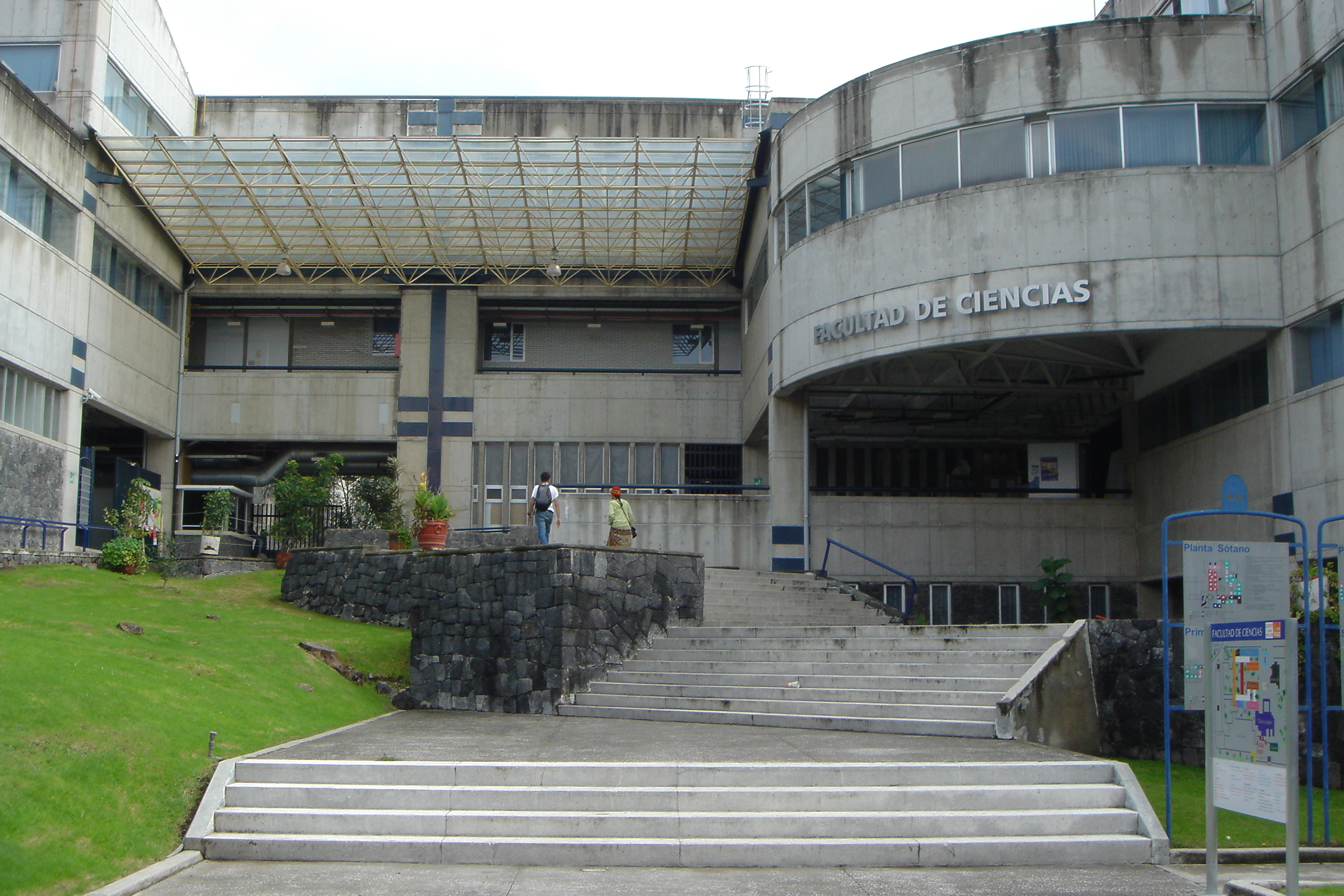
ساختمان دانشگاه مستقل ملی مکزیک

در سپتامبر سال ۱۹۱۰ دانشگاه مستقل ملی مکزیک توسط جاستو سیرا نویسنده سرشناس مکزیکی، مورخ، روزنامه‌نگار، شاعر و شخصیت سیاسی نیمه دوم قرن نوزدهم و اوایل قرن بیستم، جهت احیای دانشگاه سلطنتی و اسقفی مکزیک بر پا شد. تا سال ۱۹۲۹ دانشگاه مستقل ملی مکزیک برای انجام فعالیت‌های علمی از ساختمان‌های قدیمی واقع در مرکز شهر مکزیکوسیتی که به دانشگاه اسقفی و سلطنتی تعلق دارد، استفاده می‌کرد یا بخشی از این ساختمان‌ها را در اختیار خود داشت. در سال ۱۹۲۹ به این دانشگاه استقلال داده شد تا بتواند بدون نیاز به دولت برنامه‌هایش را محقق کند.